# Gian Paolo Guidetti
Gian Paolo Guidetti (Modena, 28 marzo 1947) è un allenatore di pallavolo italiano.

## Carriera
Gian Paolo Guidetti è un allenatore di pallavolo benemerito ed ex pallavolista italiano.
Proveniente da una famiglia di allenatori, è infatti il fratello di Adriano, padre di Ettore, e zio di Giovanni Guidetti.
Attualmente allena il settore giovanile del Progetto Intesa Ca' del Bosco (RE)

### Giocatore
Ha iniziato la propria carriera di palleggiatore nelle giovanili della Minelli Modena, facendo poi il suo esordio in serie A all'età di 14 anni, in cui ha giocato ininterrottamente da titolare fino al termine della carriera da atleta.
Convocato in Nazionale Juniores a 15 anni, ha disputato il campionato europeo Juniores a Budapest nel 1966. Nel campionato 1966/67 vinse lo scudetto con la Virtus Pallavolo Bologna con un record ancora ineguagliato: senza perdere una partita e lasciando agli avversari solo 6 sets.
All'età di 19 anni è stato convocato dalla Nazionale maggiore dove annovera 29 presenze. Venne così a contatto con Josef Kozák, da cui acquisisce le basi per la crescita professionale e tecnica.
Nel contempo porta avanti gli studi universitari, laureandosi con lode all’I.S.E.F. di Bologna.

### Allenatore

Guidetti (al centro) allenatore della Panini nel 1983

Gian Paolo Guidetti ha iniziato a muovere i primi passi come allenatore a fine anni ’60 nelle giovanili della Faip Invicta S. Faustino Modena Archiviato il 4 marzo 2016 in Internet Archive., portandoli alla promozione dalla serie D a C nel 1971 e vincendo il primo Campionato Italiano Ragazzi nel 1974.
Dopo cinque stagioni accettò l’incarico da parte della Virtus Edilcuoghi Sassuolo dove rimase per quattro stagioni, portando alla promozione la squadra prima dalla serie C alla serie B (1975) ed alla vittoria del Campionato Italiano Juniores, raggiungendo infine la massima serie maschile nel 1976.
Dal 1978 al 1983 venne ingaggiato dalla Panini Modena composta da giocatori del calibro di Andrea Lucchetta, Andrea Anastasi, Luca Cantagalli e Stefano Recine, raggiungendo importanti riconoscimenti quali la Coppa Italia nel 1979 e nel 1980; la Coppa delle Coppe nel 1980 e la Coppa Confederale ora Coppa CEV, nel 1983.
Da agosto del 1983 al giugno del 1987 accettò l’incarico come primo allenatore della Zalf Noventa Vicentina, militante in serie A1 femminile, raggiungendo il secondo anno un terzo posto inatteso.
Nelle successive cinque stagioni ritornò al maschile, prima alla Burro Virgilio Mantova in A1 maschile (1987/1988-1988/1989) poi in B1 maschile alla Pallavolo Mantova a seguito della cessione del titolo sportivo di A1 alla Mediolanum Volley.
Nelle stagioni 1990/1991- 1991/1992 passò alla Prep Reggio Emilia in serie A Maschile.
Dal 1992 al 1995 tornò al femminile come direttore tecnico del Noventa Vicentina in B1. Nella primavera del '95 accettò il ruolo di primo allenatore della rappresentativa provinciale maschile di Modena con la quale vinse il Torneo delle Provincie.
Dal 1995 al 1999 firmò l'incarico come primo allenatore della Forma Cucine Soliera Modena portandola, nell'arco di due stagioni, alla promozione dalla B1 alla A2.
Nel 1999 venne ingaggiato dalla Johnson Mattey Spezzano (Mo) portando la squadra alla promozione dalla A2 alla A1 nell'arco di una stagione, mantenendo così l’incarico per la stagione successiva.
Nella stagione 2001/2002 subentrò a stagione iniziata alla Bisi Mantova B1 femminile portandola ai Playoff.
L’anno successivo fu chiamato dalla Crovegli Cà del Bosco B2 femminile ottenendo la promozione alla B1 nell’arco di una stagione.
Le successive due stagioni fu ingaggiato al maschile alla Pallavolo Mantova militante nella B1, raggiungendo l’obiettivo della salvezza, indicato come obiettivo stagionale.
Nella stagione 2005/2006 ritornò alla Crovegli Cà del Bosco B1 femminile portandola a disputare i Playoff.
Dal 2006 al 2008 firmò l’incarico con l'Edilesse Cavriago (RE) maschile centrando l’obiettivo della promozione dalla B1 alla A2 alla prima stagione.
Nel gennaio 2010 allenò la Volley Reggio 1953 B1 femminile.
Dal 2010 al 2012 attraverso i Clinic di Carl McGown Archiviato il 27 agosto 2017 in Internet Archive., ha eseguito un aggiornamento tecnico sulle metodologie americane di insegnamento della pallavolo.
Dal 2013 al 2017 ha ricoperto il ruolo di primo allenatore e consulente tecnico per il settore giovanile del Progetto Intesa Cà del Bosco (RE).
Attualmente allena il gruppo sportivo Virtus Casalgrande categoria u18 dal 2017 ed è consulente tecnico del settore giovanile.

### Palmarès

#### Club
| Anno |                                                     |
| ---- | --------------------------------------------------- |
| 2007 | Promozione B1/A2 Edilesse Cavriago                  |
| 2003 | Promozione B2/B1 Crovegli Cà del Bosco              |
| 2000 | Promozione A2/A1 Johnson Mattey Spezzano            |
| 1997 | Promozione B1/A2 Forme Cucine Soliera               |
| 1995 | Primo Classificato Trofeo Province E.R.             |
| 1983 | 1° Coppa Confederale Panini Mo                      |
| 1980 | 1° Coppa Italia Panini Mo                           |
| 1980 | 1° Coppa delle Coppe Panini Mo                      |
| 1979 | 1° Coppa Italia Panini Mo                           |
| 1978 | 1° Giochi Sportivi Studenteschi ITI Corni Modena    |
| 1976 | Promozione B/A Virtus Edilcuoghi Sassuolo           |
| 1975 | Promozione C/B Virtus Edilcuoghi Sassuolo           |
| 1975 | 1° Under 18 Campionato Italiano Juniores Edilcuoghi |
| 1974 | 1º Campionato Italiano Ragazzi Invicta S. Faustino  |
| 1971 | Promozione D/C Faip Invicta S. Faustino             |
| 1970 | 1º Campionato Italiano Allievi CSI                  |

## Onorificenze
| Anno |                                         |
| ---- | --------------------------------------- |
| 2010 | Allenatore Benemerito Fipav sez. Modena |